# Zavlaka
Zavlaka (en serbe cyrillique : Завлака) est un village de Serbie situé dans la municipalité de Krupanj, district de Mačva. Au recensement de 2011, il comptait 848 habitants.
Une autre localité portant le nom de Zavlaka est située à proximité.

## Démographie
| 1948  | 1953  | 1961  | 1971  | 1981  | 1991 | 2002 | 2011 |
| ----- | ----- | ----- | ----- | ----- | ---- | ---- | ---- |
| 1 487 | 1 547 | 1 410 | 1 176 | 1 039 | 991  | 962  | 848  |

|  |